# Алимбозова, Айгерим Болатовна
Айгерим Болатовна Алимбозова (род. 6 сентября 1992, Алма-Ата) — полузащитница ЖФК «СДЮСШОР №8».

## Клубная карьера
С 2010 года играет в ЖФК «СШВСМ-Барыс».

## Карьера в сборной
Алимбозова с 2012 по 2013 годы играла в молодёжной сборной Казахстана. В целом за молодёжную сборную Алимбозова сыграла 5 матчей и не забила не одного гола.
25 сентября 2013 года Алимбозова дебютировала в главной сборной в матче против Франции (0:4). В целом за главную сборную Алимбозова сыграла 1 матч и не забила не одного гола.